# خوسيه أنطونيو كاراسكو
خوسيه أنطونيو كاراسكو (بالإسبانية: José Antonio Carrasco)‏ هو دراج إسباني، ولد في 8 سبتمبر 1980 في مدريد في إسبانيا.

## وصلات خارجية
- خوسيه أنطونيو كاراسكو على موقع أرشيف الدراجات (الإنجليزية)
- خوسيه أنطونيو كاراسكو على موقع إحصائيات الدراجات الإحترافية (الإنجليزية)
- خوسيه أنطونيو كاراسكو على موقع نسبة الدراجات (الإنجليزية)